# Das bayerische Vaterland
Das bayerische Vaterland war eine bayerische katholische Tageszeitung. Sie wurde 1869 von Johann Baptist Sigl in München gegründet und erschien bis 1934.

## Geschichte
Das bayerische Vaterland war eine in weiten Teilen der bayerischen Bevölkerung beliebte Tageszeitung, verlor aber bald nach dem Tod des Gründers ihre Bedeutung. Sie war zeitweise offizielles Organ des Bayerischen Bauernbundes. Sie bekämpfte Adolf Hitler und wurde 1934 durch die Nationalsozialisten verboten.
Johann Baptist Sigl, ein bayerischer Journalist, redigierte diese Tageszeitung 32 Jahre, in der er mit großer Schlagfertigkeit und Humor gegen Reichskanzler Bismarck, die deutsche Reichspolitik und Preußen kämpfte. Gemeinsam mit der bayerischen Patriotenpartei warnte Sigl im bayerischen Vaterland vor preußischem Militarismus und einem „schwarz-weiß-rotem Kaisertum“. Angesichts der hohen Verluste während des Krieges 1870 mit Frankreich nannte Sigl die neue deutsche Kaiserkrone nur die vergrößerte preußische Pickelhaube. Zur Reichsgründung 1870 schrieb Sigl im Bayerischen Vaterland: „Mehr Kriege, mehr Krüppel, mehr Totenlisten und mehr Steuerzettel ...“

## Auflagenentwicklung
| Jahr                                                                        | Auflage pro Ausgabe |  |
| 1869                                                                        | 400 - 5.400         |  |
| ab 1870 1870 wurden 105 Ausgaben konfisziert, d. h. 1/3 der Jahresausgaben  | 4.000               |  |
| ab 1871                                                                     | 4.000 – 6.000       |  |
| ab 1873                                                                     | 8.000               |  |
| ab 1876                                                                     | 2.000               |  |
| ab 1890 Einzelne, sensationelle Ausgaben erreichten Auflagen bis 18.000 St. | 8.000               |  |

Quelle: Paul Hoser: Das Bayerische Vaterland